# Harveya pumila
Harveya pumila är en snyltrotsväxtart som beskrevs av Rudolf Schlechter. Harveya pumila ingår i släktet Harveya och familjen snyltrotsväxter. Inga underarter finns listade i Catalogue of Life.